# Stăpânul Inelelor (film din 1978)
Stăpânul Inelelor este un film fantastic, animație, american din 1978 regizat de Ralph Bakshi. În rolurile principale joacă actorii (ca voce) Christopher Guard, William Squire, Michael Scholes și John Hurt.

## Prezentare
Un tânăr Hobbit pe nume Frodo (Christopher Guard) este aruncat într-o aventură uimitoare, atunci când primește misiunea de a distruge inelul care a fost creat de către Lordul întunericului Sauron (Fraser Kerr). I se alătură mai mulți războinici, printre care Gandalf (William Squire), Aragorn (John Hurt) și Boromir (Michael Graham Cox). Aceasta nu va fi o călătorie ușoară pentru Frăția Inelului în încercarea acestora de a scăpa pentru totdeauna Pământul de Mijloc de toate relele.

## Actori
- Christopher Guard este Frodo
- William Squire este Gandalf
- Michael Scholes este Sam
- John Hurt este Aragorn
- Simon Chandler este Merry
- Dominic Guard este Pippin
- Norman Bird este Bilbo
- Michael Graham Cox este Boromir
- Anthony Daniels este Legolas
- David Buck este Gimli
- Peter Woodthorpe este Gollum
- Fraser Kerr este Saruman
- Philip Stone este Theoden
- Michael Deacon este Wormtongue
- Andre Morell este Elrond
- Alan Tilvern este an innkeeper
- Annette Crosbie este Galadriel
- John Westbrook este Treebeard